# Авода Зара
«Авода́ Зара́», также «Абода Зара» (др.-евр. עבודה זרה‬,  'avodah zarah — букв. «чужое служение») — трактат в Мишне, Тосефте, Вавилонском и Иерусалимском Талмуде, в разделе Незикин («Ущербы»). Трактат посвящён вопросам взаимоотношений между иудеями и язычниками.

## Название трактата
Трактат, посвящённый отношениям с иноверцами, попал в раздел Мишны «Незикин» («Ущербы»), так как его содержание является развитием темы, поднятой в параграфе 7:6 трактата «Санхедрин», где говорится о понятии «авода зара» («чужое служение»). Это понятие, вынесенное в название трактата, употребляется в самом широком смысле: под ним понимается любой отличающийся от иудейского религиозный культ, поклонение не только идолам, но и солнцу, звёздам, огню и т. д.; а также связанные с этими культами здания, предметы, объекты живой и неживой природы (камни, деревья и т .п.)
После возникновения христианства в иудаизме возник обсуждаемый до сего времени вопрос, подходит ли христианство под понятие «авода зара» и насколько применимы к нему изложенные в трактате законы. В средние века в изданиях, прошедших христианскую цензуру, название трактата обычно заменялось на עבודת כוכבים («служение звёздам» — аводат кохавим) или на аббревиатуру עכו"ם («служение звёздам и планетам» — акум, сокращение от עבודת כוכבים ומזלות), что имело целью показать, что законы трактата к христианам не относятся.

## Предмет рассмотрения
Моисеев закон строго предписывает иудеям сторониться от идолопоклонства в любой форме. Иудеям также предписано отторгать угрозу ассимиляции в чужую культуру:

Когда введет тебя Господь, Бог твой, в землю, в которую ты идешь, чтоб овладеть ею, и изгонит от лица твоего многочисленные народы, Хеттеев, Гергесеев, Аморреев, Хананеев, Ферезеев, Евеев и Иевусеев, семь народов, которые многочисленнее и сильнее тебя, и предаст их тебе Господь, Бог твой, и поразишь их, тогда предай их заклятию, не вступай с ними в союз и не щади их; и не вступай с ними в родство: дочери твоей не отдавай за сына его, и дочери его не бери за сына твоего; ибо они отвратят сынов твоих от Меня, чтобы служить иным богам, и [тогда] воспламенится на вас гнев Господа, и Он скоро истребит тебя. Но поступите с ними так: жертвенники их разрушьте, столбы их сокрушите, и рощи их вырубите, и истуканов [богов] их сожгите огнем;… не пожелай взять себе серебра или золота, которое на них, дабы это не было для тебя сетью, ибо это мерзость для Господа, Бога твоего; и не вноси мерзости в дом твой, дабы не подпасть заклятию, как она; отвращайся сего и гнушайся сего, ибо это заклятое.
— Втор. 7:1—5, 25, 26
Запрещено подражать обычаям идолопоклонников и вообще проявлять к ним какой-либо интерес:

Не сади себе рощи из каких-либо дерев при жертвеннике Господа, Бога твоего, который ты сделаешь себе, и не ставь себе столба, что ненавидит Господь Бог твой.
— Втор. 16:21, 22

Соблюдайте всё, что Я сказал вам, и имени других богов не упоминайте; да не слышится оно из уст твоих.
— Исх. 23:13
В эпоху Мишны (I—II вв. н. э.) христианство ещё не получило широкого распространения; иноверцы, с которыми евреям приходилось иметь дело в то время — это, в основном, представители древнегреческой и римской религии. Вопросам отношений с ними и посвящён трактат «Авода зара».

## Содержание
Трактат «Авода зара» в Мишне содержит 5 глав и 50 параграфов. Как и многие другие трактаты, он начинается с числового правила: за три дня до языческих праздников Мишна запрещает еврею совершать сделки с язычниками.
- Глава первая вводит ограничения на сделки с язычниками. Сделки с ними запрещены за три дня до языческого праздника, так как результат сделки может обрадовать язычника, вследствие чего он будет благодарить своих идолов. Перечисляются главные языческие праздники: календы, сатурналии, дни рождения обожествлённых императоров и т. д. Однако Мишна разрешает вступать в торговые отношения с язычником вне города, где идёт языческое празднество, и даже приобретать товар в лавке язычника в самом этом городе при условии, что эта лавка не украшена к празднику. Запрещено продавать язычникам то, что может пригодиться им в их религиозном ритуале (плоды кедра, ладан, белых петухов и т. п.) или вообще принести вред (например, диких зверей). Разрешено участвовать в строительстве общественных зданий, но не таких, которые могут послужить идолопоклонству.

- Глава вторая задаёт ограничения на использование вещей и услуг язычников. Связано это, в частности, с недоверием к этическим принципам язычества. Запрещается, например, оставаться с язычниками наедине, что мотивируется вероятной склонностью язычника к разврату или убийству[1]. Вводятся запреты на некоторые продукты язычников — вследствие опасения, что эти продукты могут иметь отношение к идолослужению, либо из-за серьёзных сомнений в их кошерности. Приводится список таких продуктов: вино, кожи животных, имеющие отверстие напротив сердца (это означало, что животное было принесено в жертву), сыр, молоко, оливковое масло и т. д.

- Глава третья определяет отношение к предметам, связанным с языческими культами. Запрещены, например, украшения с языческими символами — изображениями солнца, луны или дракона; такие вещи, будучи найденными, должны быть выброшены в море. Если объектом идолопоклонства является специально посаженное для этого дерево (אשרה - ашера), то от него нельзя получать какую-либо выгоду: отдыхать в его тени или растапливать печь полученными из него дровами.

- Глава четвёртая рассматривает некоторые частные вопросы, связанные с предметами идолослужения: разрешены ли вещи, найденные у придорожной гермы; можно ли пользоваться садом или баней, принадлежащими языческому храму; в каких случаях предметы культа теряют свой статус. Затем Мишна переходит к вопросу о вине язычников (יין נסך — букв. «вино возлияний»), то есть о вине, потенциально предназначенном для ритуалов поклонения идолам. Постановления на этот счёт очень строги: запрещается вино, которого язычник коснулся, или которое находилось во владении язычника без присмотра.

- Глава пятая завершает начатое в предыдущей главе обсуждение вопроса о вине язычников. Например, если во время переливания кошерного вина из бочки в сосуд язычника использовалась воронка, то капли вина, оставшиеся на этой воронке, сделают некошерным вино, разливаемое в другие сосуды с её помощью. Заканчивается трактат постановлением о порядке очищения купленной у язычника посуды.

## Затрагиваемые темы
Трактат «Авода Зара» чаще других трактатов Талмуда подвергался цензуре и становился объектом споров и критики. В нём, особенно в Вавилонской Гемаре, содержится много агадического материала, как например, об истории разрушения Второго храма (листы 8-9), о Псалме 1 (19), о применявшихся в то время лекарственных средствах (28-29), о короне царя Давида (44) и т. д.
- В Тосефте, 1:14 рекомендуется не обсуждать между собой других людей, даже говоря об их достоинствах, так как от перечисления достоинств легко перейти к недостаткам. Далее, в параграфах 1:17-19 даются советы выходить в путь в сопровождении праведного человека, сторониться нечестивых и слушать совета старших: «если молодые скажут тебе отстроить Храм — не слушай их, а если старики скажут тебе разрушить Храм — слушайся их».
- Тосефта, 2:6 на основании Пс. 1:1 запрещает посещать зрелища язычников, даже не связанные с религиозными культами.
- Тосефта, 4:3-6 призывает евреев жить в земле Израиля: «проживание в земле израильской равносильно всем заповедям, что в Торе».
- В Мишне, 2:5 приводится разговор между рабби Ишмаэлем и рабби Иехошуа о причине запрета языческого сыра. В следующем параграфе упоминается, что Иехуда ха-Наси отменил запрет на языческое оливковое масло.
- В Мишне 3:4 приводится ответ Раббана Гамлиэля на вопрос язычника, почему он считает себя вправе мыться в бане Афродиты. Суть ответа сводится к тому, что основное назначение помещения не связано с культом, причём и сами язычники, естественно, ведут себя в бане не так, как в храме.
- Замечательна по содержанию Мишна 4:7: Спросили стариков в Риме: если Богу противны другие божества, почему Он их не уничтожает? Они ответили: если бы поклонялись предметам излишним, Он уничтожил бы их; но ведь поклоняются солнцу, луне, звездам, созвездиям; неужели ему разрушать свой мир из-за глупцов? — И они сказали им: тогда пусть Он уничтожит те предметы идолопоклонства, в которых мир не нуждается, и оставит необходимые. Они ответили: Ведь это именно и ввело бы язычников в еще большее заблуждение, ибо они скажут: вот, видите, эти — настоящие божества, так как они не погибли. — В Тосефте (6:7) еще прибавляется к этому: кто-нибудь силой отнял у ближнего мерку пшеницы и засеял ее; — семя по праву не должно бы всходить; кто-нибудь имел связь с чужой женой — по всей справедливости не должно бы последовать оплодотворения. Однако мировой порядок идет своим чередом, а глупцы, нарушающие закон, за это ответят[1].
- В Тосефте 8:4-8 разбираются Семь законов потомков Ноя, которые иудаизм считает необходимым минимумом, возложенным на всё человечество.